# 西部方面システム通信群
西部方面システム通信群（せいぶほうめんシステムつうしんぐん、JGSDF Western Army System Signal Group）は、陸上自衛隊健軍駐屯地（熊本県熊本市東区）に群本部が駐屯する西部方面隊直轄のシステム通信科の編合部隊である。

## 概要
群長は1等陸佐（二）が充てられ、西部方面隊の通信組織の構成・維持・運営に関することを任務とする。
1968年（昭和43年）3月、西部方面通信群として新編。2019年（平成31年）3月、陸上自衛隊の5個通信群の中で最初にシステム通信群に改編された。

## 沿革
西部方面通信隊
- 1960年（昭和35年）1月14日：西部方面通信隊が健軍駐屯地において編成完結。

※ 編成：隊本部および本部付隊、第104基地通信大隊、第103通信運用大隊、第301搬送通信中隊、第302通信支援中隊、各基地通信隊
西部方面通信群
- 1968年（昭和43年）3月1日：西部方面通信隊が西部方面通信群に称号変更。
- 1975年（昭和50年）3月26日：基地通信業務を駐屯地単位方式から地域担任方式に改編。

※（各駐屯地に存在していたナンバリングされた基地通信隊を廃止し、師団単位で基地通信中隊を編成。師団司令部となる駐屯地に中隊本部や電話隊・信務電信隊・搬送隊を置きその他の駐屯地には中隊の派遣隊として分派するもの）
- 1999年（平成11年）3月29日：第103システム管理隊を健軍駐屯地に新編。
- 2004年（平成16年）3月27日：部隊改編。

1. 第104基地通信大隊（健軍駐屯地）と第103システム管理隊（健軍駐屯地）を再編し、第102基地システム通信大隊を健軍駐屯地に新編。
2. 第311基地通信中隊（健軍駐屯地）を第302基地システム通信中隊に改編。

- 2008年（平成20年）3月24日：城野分屯地閉鎖に伴い、同分屯地の基地通信中隊派遣隊を廃止。
- 2009年（平成21年）3月26日：野外通信部隊の改編。

1. 第103通信運用大隊（健軍駐屯地）を第103指揮所通信大隊に改編。
2. 第301搬送通信中隊（健軍駐屯地）・第302通信支援中隊（健軍駐屯地）を廃止し、第302中枢交換通信中隊を健軍駐屯地に新編。

- 2010年（平成22年）3月26日：第15旅団の新編に伴い、旧第1混成団隷下の第416基地通信隊（那覇駐屯地）を第322基地通信中隊に改編し、方面通信群隷下に編合。
- 2013年（平成25年）3月26日：後方支援体制変換に伴い、整備部門を西部方面後方支援隊第301通信直接支援中隊へ移管。
- 2016年（平成28年）3月28日：第322基地通信中隊与那国派遣隊を与那国駐屯地に新編。
- 2017年（平成29年）4月 3日：水陸機動団通信中隊準備班を設置。

西部方面システム通信群
- 2019年（平成31年）3月26日：西部方面通信群が西部方面システム通信群に称号変更[2]。

1. 第301システム防護隊を健軍駐屯地に新編。
2. 崎辺分屯地、奄美駐屯地、瀬戸内分屯地、宮古島駐屯地に基地通信中隊派遣隊を新編。

- 2021年（令和03年）3月18日

1. 第301システム防護隊（健軍駐屯地）をシステム通信団に新編されたサイバー防護隊隷下に編成替え[3][4]。
2. 第301電子戦中隊を健軍駐屯地に新編[5][6]。

- 2022年（令和04年）3月17日：第301電子戦中隊を陸上総隊直轄部隊として新編された電子作戦隊隷下に編成替え[7]。
- 2025年（令和07年）7月9日：第321基地通信中隊佐賀派遣隊を佐賀駐屯地に新編。

## 部隊編成
特記ない限り健軍駐屯地に所在
- 西部方面システム通信群本部
- 西部方面システム通信群本部中隊「西方シ通群-本」
  - 映像写真小隊 
    - 小隊本部
    - 地上伝送班
    - 空中伝送班（目達原駐屯地）

  - 通信群教育隊
- 第102基地システム通信大隊
  - 第102基地システム通信大隊本部
  - 第102基地システム通信大隊本部付隊「102基シ通-本」
  - 第302基地システム通信中隊「302基シ通」
    - 熊本派遣隊（熊本駐屯地）

  - 第304基地通信中隊「304基通」（福岡駐屯地）
    - 春日派遣隊（春日駐屯地）
    - 小倉派遣隊（小倉駐屯地）
    - 富野派遣隊（富野分屯地）
    - 飯塚派遣隊（飯塚駐屯地）
    - 対馬派遣隊（対馬駐屯地）
    - 別府派遣隊（別府駐屯地）
    - 大分派遣隊（大分分屯地）
    - 湯布院派遣隊（湯布院駐屯地）
    - 玖珠派遣隊（玖珠駐屯地）

  - 第319基地通信中隊「319基通」（北熊本駐屯地）
    - えびの派遣隊（えびの駐屯地）
    - 都城派遣隊（都城駐屯地）
    - 川内派遣隊（川内駐屯地）
    - 国分派遣隊（国分駐屯地）
    - 高遊原派遣隊（高遊原分屯地）
    - 奄美派遣隊（奄美駐屯地）
    - 瀬戸内派遣隊（瀬戸内分屯地）

  - 第321基地通信中隊「321基通」（目達原駐屯地）
    - 鳥栖派遣隊（鳥栖分屯地）
    - 小郡派遣隊（小郡駐屯地）
    - 久留米派遣隊（久留米駐屯地）
    - 前川原派遣隊（前川原駐屯地）
    - 佐賀派遣隊（佐賀駐屯地）
    - 相浦派遣隊（相浦駐屯地）
    - 崎辺派遣隊（崎辺分屯地）
    - 大村派遣隊（大村駐屯地）
    - 竹松派遣隊（竹松駐屯地）

  - 第322基地通信中隊（那覇駐屯地）
    - 八重瀬派遣隊（八重瀬分屯地）
    - 与那国派遣隊（与那国駐屯地）
    - 宮古派遣隊（宮古島駐屯地）
    - 石垣派遣隊（石垣駐屯地）[8]
- 第103指揮所通信大隊
  - 第103指揮所通信大隊本部
  - 第103指揮所通信大隊本部付隊「103指通-本」
  - 指揮所通信中隊「103指通-指」
  - 通信支援中隊「103指通-支」
- 第302中枢交換通信中隊「302中枢交」

## 整備支援部隊
- 西部方面後方支援隊第301通信直接支援中隊「301通直支」（健軍駐屯地）：2013年（平成25年）3月26日から

## 主要幹部
| 官職名                   | 階級    | 氏名     | 補職発令日     | 前職                                                            |
| ------------------------ | ------- | -------- | -------------- | --------------------------------------------------------------- |
| 西部方面システム通信群長 | 1等陸佐 | 石橋良浩 | 2024年03月04日 | 陸上幕僚監部指揮通信システム・情報部 情報通信システム課企画班長 |

| 代                       | 氏名                 | 在職期間                                              | 前職                                                                           | 後職                                                       |
| 西部方面通信群長         | 西部方面通信群長     | 西部方面通信群長                                      | 西部方面通信群長                                                               | 西部方面通信群長                                           |
| ------------------------ | -------------------- | ----------------------------------------------------- | ------------------------------------------------------------------------------ | ---------------------------------------------------------- |
| 01                       | 萩平昌之             | 1960年01月14日 - 1960年07月31日                       | 西部方面総監部付                                                               | 西部方面総監部通信課長                                     |
| 02                       | 中根平次             | 1960年08月01日 - 1962年03月15日                       | 陸上自衛隊通信学校教育部長                                                     | 西部方面総監部通信課長                                     |
| 03                       | 志村良雄             | 1962年03月16日 - 1964年07月15日                       | 統合幕僚会議事務局                                                             | 通信団本部高級幕僚                                         |
| 04                       | 有森源次             | 1964年07月16日 - 1967年07月16日                       | 中央野外通信隊長                                                               | 西部方面通信隊付 →1968年1月1日 退職                        |
| -                        | 今田辰雄 （2等陸佐） | 1967年07月17日 - 1968年03月15日 ※西部方面通信隊長代理 | 本務：西部方面通信隊副隊長                                                     | 本務：西部方面通信隊副隊長                                 |
| 05                       | 永野茂門             | 1968年03月16日 - 1969年07月15日                       | 防衛研修所所員                                                                 | 陸上幕僚監部第4部副部長                                    |
| 06                       | 小林有一             | 1969年07月16日 - 1971年03月15日                       | 陸上幕僚監部付                                                                 | 防衛研修所所員                                             |
| 07                       | 杉山吉男             | 1971年03月16日 - 1972年07月16日                       | 陸上幕僚監部第2部勤務                                                          | 陸上幕僚監部第2部別室長付                                  |
| 08                       | 下川重夫             | 1972年07月17日 - 1975年07月15日                       | 陸上幕僚監部通信課通信保全班長 →1973年1月1日 1等陸佐昇任                       | 陸上自衛隊通信学校総務部長                                 |
| 09                       | 福岡秋月             | 1975年07月16日 - 1977年07月31日                       | 陸上自衛隊幹部学校勤務 →1976年1月1日 1等陸佐昇任                               | 陸上自衛隊通信学校第1教育部長                              |
| 10                       | 伊藤昭三             | 1977年08月01日 - 1979年03月15日                       | 東北方面総監部通信課長                                                         | 陸上自衛隊通信学校第1教育部長                              |
| 11                       | 樋口和彦             | 1979年03月16日 - 1981年03月15日                       | 西部方面総監部装備部後方運用課長                                               | 技術研究本部 技術開発官（陸上担当）付 第6班長              |
| 12                       | 小野謙二             | 1981年03月16日 - 1983年03月15日                       | 陸上幕僚監部装備部通信電子課 電計班長                                          | 陸上自衛隊少年工科学校 第1教育部長                         |
| 13                       | 青山滋               | 1983年03月16日 - 1985年03月15日                       | 防衛研修所所員                                                                 | 陸上幕僚監部装備部通信電子課長                             |
| 14                       | 弘中一壽             | 1985年03月16日 - 1986年07月31日                       | 陸上幕僚監部教育訓練部教育課 学校第2班長                                       | 陸上自衛隊通信学校第2教育部長                              |
| 15                       | 鈴木善勝             | 1986年08月01日 - 1987年07月31日                       | 陸上幕僚監部防衛部防衛課 編成班長                                              | 西部方面総監部防衛部長                                     |
| 16                       | 廣田英雄             | 1987年08月01日 - 1990年03月15日                       | 陸上自衛隊通信学校研究員                                                       | 統合幕僚会議事務局第3幕僚室 通信電子調整官 兼 通信電子班長 |
| 17                       | 西分幸夫             | 1990年03月16日 - 1993年03月31日                       | 陸上幕僚監部教育訓練部教育課 学校第2班長                                       | 防衛大学校教授                                             |
| 18                       | 林忠行               | 1993年04月01日 - 1995年06月29日                       | 陸上幕僚監部装備部通信電子課 総括班長                                          | 陸上幕僚監部装備部通信電子課長                             |
| 19                       | 川口英徳             | 1995年06月30日 - 1997年03月25日                       | 陸上自衛隊通信補給処企画室長                                                   | 陸上自衛隊通信補給処補給部長                               |
| 20                       | 松浦学               | 1997年03月26日 - 1999年11月30日                       | 中部方面総監部防衛部防衛課長                                                   | 陸上自衛隊通信学校第1教育部長                              |
| 21                       | 上田萬滿             | 1999年12月01日 - 2001年07月31日                       | 情報本部勤務                                                                   | 陸上自衛隊通信学校第1教育部長                              |
| 22                       | 上水俊哉             | 2001年08月01日 - 2003年03月26日                       | 陸上幕僚監部装備部通信電子課 総括班長                                          | 陸上自衛隊研究本部主任研究開発官                           |
| 23                       | 時津憲彦             | 2003年03月27日 - 2005年07月27日                       | 陸上幕僚監部人事部人事計画課 服務室長                                          | 中部方面総監部人事部長                                     |
| 24                       | 藤田博久             | 2005年07月28日 - 2007年07月31日                       | 陸上自衛隊幹部学校教官                                                         | 陸上自衛隊研究本部主任研究開発官                           |
| 25                       | 花田順一朗           | 2007年08月01日 - 2009年07月31日                       | 統合幕僚監部指揮通信システム部 指揮通信システム運用課 指揮通信システム運用班長 | 陸上自衛隊研究本部主任研究開発官                           |
| 26                       | 藤井祥一             | 2009年08月01日 - 2011年04月26日                       | 北関東防衛局防衛補佐官                                                         | 陸上幕僚監部防衛部 情報通信・研究課情報通信室長            |
| 27                       | 廣惠次郎             | 2011年04月27日 - 2013年03月27日                       | 陸上幕僚監部防衛部防衛課 国際防衛協力室長                                      | 陸上自衛隊研究本部主任研究開発官                           |
| 28                       | 濱崎芳夫             | 2013年03月28日 - 2015年07月31日                       | 陸上幕僚監部人事部厚生課 家族支援班長                                          | 陸上自衛隊研究本部主任研究開発官                           |
| 29                       | 富崎隆志             | 2015年08月01日 - 2016年06月30日                       | 陸上幕僚監部防衛部防衛課 編成班長                                              | 陸上幕僚監部人事部人事計画課長                             |
| 30                       | 藤田達也             | 2016年07月01日 - 2018年07月31日                       | 陸上幕僚監部防衛部 情報通信・研究課総括班長                                    | 陸上幕僚監部防衛部防衛課 開発室長                          |
| 末                       | 奈良一志             | 2018年08月01日 - 2019年03月25日                       | 陸上幕僚監部防衛部防衛課                                                       | 西部方面システム通信群長                                   |
| 西部方面システム通信群長 |                      |                                                       |                                                                                |                                                            |
| 01                       | 奈良一志             | 2019年03月26日 - 2020年07月05日                       | 西部方面通信群長                                                               | 陸上幕僚監部指揮通信システム・情報部 指揮通信システム課長  |
| 02                       | 横山信太郎           | 2020年07月06日 - 2022年07月31日                       | 陸上幕僚監部運用支援・訓練部 訓練課器材・演習場班長                            | 防衛装備庁プロジェクト管理部 装備技術官付装備技術調整官    |
| 03                       | 兼子孝人             | 2022年08月01日 - 2024年03月03日                       | 陸上幕僚監部監理部総務課監理班長                                               | 陸上自衛隊通信学校第1教育部長                              |
| 04                       | 石橋良浩             | 2024年03月04日 -                                      | 陸上幕僚監部指揮通信システム・情報部 情報通信システム課企画班長                |                                                            |

## 廃止（改編）部隊
- 2004年（平成16年）3月27日廃止
  - 第104基地通信大隊「104基通」：第102基地システム通信大隊に改編。
  - 第103システム管理隊「103シス管」：第102基地システム通信大隊に統合。
  - 第311基地通信中隊「311基通」：第302基地システム通信中隊に改編。
- 2009年（平成21年）3月26日廃止
  - 第103通信運用大隊「103通運」：第103指揮所通信大隊に改編。
  - 第301搬送通信中隊「301搬通」：第302中枢交換通信中隊に改編。
  - 第302通信支援中隊「302通支」：第302中枢交換通信中隊に改編。